# Vagareza
Vagareza, nome artístico de Hamílton Augusto (Rio de Janeiro, 2 de maio de  1928 — São Paulo, 18 de abril de 1997) foi um humorista brasileiro.
Vagareza trabalhou no teatro, cinema e televisão com enorme sucesso nos anos 50 e 60. Ele atuou  na primeira montagem da "Escolinha do Professor Raimundo". Vagareza foi casado com a atriz e bailarina Siwa com quem teve a filha Vânia. O casal fundou em 1968 em São Paulo o Siwa Ballett. Nos anos 70 editou, em São Paulo, o Jornal do Ballet.

## Atuação no cinema
- Crônica da Cidade Amada (1964).... Passarinho (episódio: Aventura Carioca)
- Os Apavorados (1962).... Vavá
- Entre Mulheres e Espiões (1961)
- Quanto Mais Samba Melhor (1961).... Bebeto
- Eu Sou o Tal (1959).... Belizário